# George Mayer
George Mayer va ser un gimnasta i atleta estatunidenc que va competir a cavall del segle xix i el segle xx. El 1904 va prendre part en els Jocs Olímpics de Saint Louis i guanyà la medalla de bronze en la prova per equips del programa de gimnàstica, com a membre de l'equip Central Turnverein, Chicago junt a John Duha, Charles Krause, Robert Maysack, Philip Schuster i Edward Siegler. També disputà les proves gimnàstiques del concurs complet i triatló, on fou 21è i 39è respectivament; i el triatló del programa d'atletisme, on fou quart.